# یائو جونیور سنایا
یائو جونیور سنایا (انگلیسی: Yao Junior Sènaya؛ زادهٔ ۱۹ آوریل ۱۹۸۴) یک بازیکن فوتبال اهل توگو است.
وی همچنین در تیم ملی فوتبال توگو بازی کرده‌است.